# لوبچنو
لوبچنو (به لاتین: Lubczyno) یک روستا در لهستان است که در گمینا بوگدانگتس واقع شده‌است. لوبچنو ۳۴۰ نفر جمعیت دارد.